# Scendo. Buon proseguimento
Scendo. Buon proseguimento (con un'introduzione di Vito Mancuso) è un libro del 2010 scritto da Cesarina Vighy. Il libro è fondato su uno scambio di mail realmente avvenuto fra il 2007 e il 2010 tra l'autrice e diversi corrispondenti come la figlia, le amiche, l'editore.

## Trama
«Anche il linguaggio, soprattutto quand'è quello di una madre che scrive alla figlia, sa fare carezze e diventare affettuoso, talora così tenero da condurre alla commozione».
Così Vito Mancuso introduce questo testo composto interamente da mail che descrive nei minimi particolari gli ultimi tre anni della vita dell'autrice, costretta in casa da una grave malattia degenerativa eppure vincitrice del Premio Campiello opera prima con L'ultima estate, pubblicato nel 2009.

## Edizioni
- Cesarina Vighy, Scendo. Buon proseguimento, Fazi Editore, 2010,  pp. 434, ISBN 978-88-6411-103-2.